# Nyssodrysilla
Nyssodrysilla es un género de escarabajos longicornios de la tribu Acanthocinini.

## Especies
- Nyssodrysilla irrorata (Melzer, 1927)
- Nyssodrysilla lineata Gilmour, 1962
- Nyssodrysilla vittata (Melzer, 1934)